# ターネー
ターネー（ठाणे, Thane）は、インドのマハーラーシュトラ州の都市である。面積147平方キロメートル、人口126万人。ムンバイの衛星都市として発展してきた。
南部には大きな入り江のターネー・クリークがあり、汽水域のマングローブが広がる一帯はカワスズメなどの魚類、甲殻類、軟体動物、チョウ、セレベスオオコウモリなどの哺乳類およびフラミンゴ、カワアジサシ、オバシギなどの鳥類の生息地である。2022年にラムサール条約登録地となった。
かつて植民地時代につけられた英語名称「Thana」も最近までは多く使用されていたが、近年インド各地で起きている地名の正式名称を現地語でのそれへ変更しようという風潮のなか、現在では現地マラーティー語の名称が使用されている。日本語での「ターナ」というのは上述の旧名に基づいた表記。なお「"サ"ーネー」のように「TH」の綴り部分を英語風の無声歯摩擦音として読んだり表記するのは明確な誤りである。
1853年に ボンベイ～ターナ（どちらも当時の名称）間にインド初の鉄道が開通している。ターネー駅の1日あたりの利用者数は60万人ほどで、インドで（ハウラー駅についで）2番目に利用者数の多い駅であり、その混雑は大きな問題になっている。

## ゆかりの人物
- マライカ・アローラ - 女優、モデル、ダンサー